# Llàtzer Escarceller i Sabaté
Llàtzer Escarceller i Sabaté (Ribes de Freser, 30 de setembre del 1914 - Barcelona, 26 d'octubre de 2010) fou un actor de teatre, cinema i televisió català, especialitzat en papers còmics.

## Biografia
Abans de la guerra civil treballava a la indústria tèxtil, al barri barceloní del Poblenou, on tenia per companys destacats dirigents anarquistes com Ascaso, García Oliver i Durruti. Després de participar en l'assalt a la caserna de Sant Andreu del 18 de juliol de 1936, va marxar cap al front amb la Columna Durruti.
Acabada la guerra va passar-se un any a la presó i en sortir va marxar de Barcelona i, després de diverses feines ocasionals, va estar vint anys treballant de mosso en una masia de Ponts. Als 44 anys va tornar a la capital catalana i va comprar un negoci de venda de pipes i llaminadures a les Golondrines del moll.
No fou fins a l'any 1974 que debutà com a actor, quan el director Francesc Betriu el va veure i el contractà per un paper de la pel·lícula Furia española; d'ençà d'aquell moment, es dedicà a la seva nova carrera artística, tot i que no va abandonar la paradeta.
La més gran popularitat de l'actor va arribar amb els personatges que interpretava en els programes Filiprim i Tres i l'astròleg de Josep Maria Bachs, en els inicis de TV3. També va aparèixer al programa Un, dos, tres... responda otra vez i a la sèrie Makinavaja on va establir una gran amistat amb l'humorista Pepe Rubianes. A més de televisió, ha actuat en el teatre (Els gegants de la muntanya, representada en el Teatre Nacional de Catalunya), i ha intervingut en més de vuitanta pel·lícules (normalment en papers secundaris). Va intervenir en diverses edicions de l'obra benèfica Guanya't el cel amb el pare Manel.
Al 29 de setembre del 2008, familiars, amics i companys de feina li van retre un homenatge pel seu 94è aniversari.

## Obres

### Cinema i televisió
- Papá (2001), sèrie de TV
- Los porretas (1996), dirigida per Carlos Suárez
- Adiós, tiburón (1996), dirigida per Carlos Suárez
- Makinavaja (1995), sèrie de TV de José Luis Cuerda
- Un, dos, tres... responda otra vez, concurs de televisió (participació en 18 programes entre els anys 1993 i 1994)
- Don Jaume el Conquistador (1994), dirigida per Antoni Verdaguer
- Semos peligrosos (uséase Makinavaja 2) (1993), dirigida per Carlos Suárez
- Makinavaja - "el último chorizo" (1992), dirigida per Carlos Suárez
- Sauna (1990), dirigida per Andreu Martín
- Vindrem a sopar (1990), sèrie de televisió
- El niño de la luna (1989), dirigida per Agustí Villaronga
- L'aire d'un crim (1988), dirigida per Antonio Isasi-Isasmendi
- La senyora (1987), dirigida per Jordi Cadena
- Filiprim (1986-1989), concurs de televisió
- Yo amo a Hitler (1985), dirigida per Ismael González
- Un geni amb l'aigua al coll (1983), dirigida per Lluís Josep Comeron
- Asalto al Banco Central (1983), dirigida per Santiago Lapeira
- Idil·li eixorc (1983), dirigida per Romà Guardiet
- La revolta dels ocells (1982), dirigida per Lluís Josep Comeron
- La plaça del Diamant (1982), dirigida per Francesc Betriu
- Espanjankävijät (1980), dirigida per Mikael Wahlforss
- Los fieles sirvientes (1980), dirigida per Francesc Betriu
- Estigma (1980), dirigida per Josep Ramon Larraz
- Olímpicament mort (1985)
- Furia Española (1975), dirigida per Francesc Betriu

## Teatre
- Rubianes solamente (2003), artista convidat a diverses funcions
- Els gegants de la muntanya de Luigi Pirandello (1999), dirigida per Georges Lavaudant
- La pregunta perduda o el cor del lleó de Joan Brossa (1985), dirigida per Hermann Bonnín